# 케네스 그레이엄
케네스 그레이엄(Kenneth Grahame, (/ˈɡreɪ.əm/, 1859년 3월 8일 – 1932년 7월 6일)은 영국의 저자이다.
1859년 영국 에딘버러의 건실한 회계사와 변호사 집안의 네 아이 중 셋째로 태어났다. 다섯 살 때 어머니를 잃고 템스 강변의 그림 같은 마을 쿠컴 딘에 있는 외할머니 댁에서 자랐다. 알코올중독이었던 아버지는 평생 밖으로 나돌아 아이들 곁에 있어주지 못했다.
부모의 사망으로 옥스퍼드 대학 진학을 단념하고 1879년 잉글랜드 은행에 들어갔다. 1890년경부터 글을 쓰기 시작하여 마치 동인도회사의 C. 램과 같은 착실한 은행원 저술가가 되었다. 근무하는 동안 자신의 어린 시절을 떠울리며 지은 《황금시대》와 《꿈 속의 나날》은 A. C. 스윈번이나 A. 프랑스가 격찬할 정도로 뛰어난 것이었다.
옥스퍼드에 있는 세인트 에드워즈 기숙학교에 다니면서 옥스퍼드 대학에 진학하기를 원했지만 애석하게도 집안 형편이 여의치 않아 은행원으로 일할 수밖에 없었다. 감수성이 풍부하고 문학적 소질이 있었던 그는 단조롭고 고된 직장 생활에서 벗어나고자 글을 쓰기 시작했고 글을 발표할 때마다 평단과 독자들의 호평을 받아 베스트셀러 작가로 자리를 굳혔다. 1899년, 엘스피트 톰슨과 결혼하여 이듬해 ‘생쥐’로 불린 아들, 앨러스테어를 얻게 된다.
그의 명성은 그의 어린 아들에게 이야기나 편지를 통하여 들려준 강가의 작은 동물의 이야기인 《버드나무에 부는 바람》(1908)으로 굳어졌으며, 이것은 동화의 고전 중의 고전이 되었다. 《버드나무에 부는 바람》은 앞을 보지 못하는 아들 앨러스테어에게 들려주기 위해 지어낸 이야기로서, 풍경의 세부묘사가 뛰어나고 소리와 동작의 표현도 다양해 읽는 재미를 더한다. 아들 앨러스테어가 20살 생일을 눈앞에 두고 기차 사고로 세상을 뜬 후, 집필을 그만 둔 그는 템즈 강이 보이는 버크셔의 팬브룬에서 1932년 73세로 생을 마감했다.
《이교도의 서류》, 《목 베는 여자》, 《로마의 길》, 《출발》, 《싸우기 싫어하는 용》, 《바다의 전설》, 《다툼》, 《베르티의 소동》 등의 작품이 있다.